# Jon Dore
Jonathan David Dore (nacido el 2 de noviembre de 1975) es un comediante y actor canadiense que actualmente vive en Los Ángeles desde 2008.

## Educación
Dore estudió comunicación en el Algonquin College en Ottawa en la década de 1990.

## Carrera
Jon Dore fue anteriormente corresponsal de Canadian Idol de CTV .  Dore también apareció en su propia comedia now! especial para CTV y The Comedy Network , y apareció en la comedia especial A Channel 's Toronto Laughs .  Su programa, The Jon Dore Television Show , se puede ver en The Comedy Network en Canadá y en el Independent Film Channel en los Estados Unidos.  En julio de 2008, Dore apareció en el show de stand-up de Comedy Central , Live at Gotham, junto con otros comediantes.  En 2010, apareció en la comedia de CBS Cómo conocí a tu madre . 
En marzo de 2011, fue anfitrión de Funny as Hell en HBO Canadá , un programa con actos alternativos o comedias musicales.  La temporada 3 de Funny as Hell se estrenó el 22 de marzo de 2013.
El 11 de noviembre de 2010, fue el primer comediante destacado de Conan . 
En 2013, Dore apareció como miembro principal del reparto junto a Sarah Chalke y Brad Garrett en la comedia de corta duración Cómo vivir con tus padres (para el resto de tu vida) y fue entrevistada por Melinda Hill para la serie web All Growz Up with Melinda Hill .
Jon se fue de gira con Tig Notaro en el verano de 2013 en todo el país para filmar un documental para Showtime .
En 2014 apareció como un cameo sin acreditar en el programa de TLC de Alan Thicke "Unusually Thicke" como un borracho desconocido, que se estrella en la fiesta de Carter Thicke, de 16 años.  Ese mismo año apareció en dos episodios de Comedy Central's Inside Amy Schumer . 

## Premios
| Año  | Premio                       | Categoría                                               | Resultado |
| ---- | ---------------------------- | ------------------------------------------------------- | --------- |
| 2006 | Premio de comedia canadiense | Mejor recién llegado de stand-up                        | Ganado    |
| 2008 | Premio de comedia canadiense | Mejor serie escrita, el programa de televisión Jon Dore | Ganado    |
| 2009 | Premio de comedia canadiense | Mejor actuación (masculino), The Jon Dore TV Show       | Ganado    |

## Filmografía
- Canadian Idol (2003) - Corresponsal
- A Woman Hunted (2003) - Anfitrión de TV
- Indignación (2003) - Birnbaum
- Canadian Idol 2 (2004) - Corresponsal
- Cream of Comedy (2005) - Anfitrión / Escritor
- Naturalmente, Sadie (2006) - Sr. Woodson
- Canadian Comedy Awards: Weekend Wrap-Up (2006) - Él Mismo
- The 7th Annual Canadian Comedy Awards ( (2006) - Él Mismo
- Comedia Ahora! (2007) - Él Mismo / Escritor
- The Jon Dore Television Show (2007–2009) - Él mismo / Creador / Escritor / Coproductor
- The Nice Show (2007) - Él mismo / Artista / Escritor
- Hooked on Speedman (2008) - Jon
- Live at Gotham (2008) - Él mismo
- CH Live: NYC (2009) - Él Mismo / Escritor
- Hotbox (2009)
- Just for Laughs (2009) - Él Mismo / Escritor
- The 10th Annual Canadian Comedy Awards (2009) - Él Mismo
- CBC Winnipeg Comedy Festival (2010) - Él mismo
- The 11th Annual Canadian Comedy Awards (2010) - Él Mismo
- Global Comedians (2010) - Él Mismo
- Held Up (2010) - Ray
- Comedy Central Presents (2010) - Él Mismo / Escritor
- Cómo conocí a tu madre (2010) - Mugger / Zookeeper
- Scare Tactics (2010) - Propietario de Freakshow
- Conan (2010-2017) - Él Mismo (7 episodios)
- The Hour (2011) - Él Mismo
- Stag (2011) - Luke
- Hablando Hedz (2011)
- Mi vida como experimento (2011) - AJ Wilder
- Winnipeg Comedy Festival 2011 (2012) - Escritor
- Funny as Hell (2011-2013) - Anfitrión / Escritor
- CC: Stand-Up - The Bonnaroo Experience (2012) - Él Mismo
- Mash Up w / TJ Miller (2011-2012) - Él Mismo / Escritor
- Just for Laughs: All-Access (2012) - Él Mismo
- Dino Dan (2011) - Invitado recurrente tío Jack
- All Growz Up with Melinda Hill (2013) - Él Mismo
- Esperando (2013) - Peter
- Set List: Stand Up Without a Net (2013) - Él Mismo
- ¿Quién trazó? (2013) - Él mismo
- Cómo vivir con tus padres (2013) - Julian Tatham
- Esta hora tiene 22 minutos (2014) - Él mismo
- Katie Chats (2014) - Él mismo
- Hart of Dixie (2014) - Charles (3 episodios)
- Inusualmente grueso (2014) - Jon
- Paquete de oferta (2014) - TJ
- A Dore to Winnipeg (2014) - Él mismo / escritor / coproductor ejecutivo
- Show de Kroll (2014-2015) - Gordon Yarmouth / Quentin Brian (2 episodios)
- Inside Amy Schumer (2014–2015) - Ted / Boyfriend / Max (3 episodios)
- Teen Lust (2014) - Gary
- @midnight (2014-2016) - Él mismo
- Bummed - (2015) - Billy Sunshine
- Knock Knock, es Tig Notaro (2015)
- Comedia Bang! ¡Explosión!  (2015) - Olie "The Goaltender" Marcoux
- Después de la realidad (2016) - Fitz / Coproductor
- La receta de salmuera (2016) - Joey
- Angel from Hell (2016) - Hank (2 episodios)
- Sin palabras (2016) - Tom
- Aquellos que no pueden (2016) - Dave
- La encrucijada de la historia (2016)
- Baroness Von Sketch Show (2016-2018) - Sr. Bingleby / Pete / Henry / Jack / Bouncer / Lance (6 episodios)
- El quinto trimestre (2018) - Otis Wood
- Siete etapas para lograr la dicha eterna al pasar por la puerta de enlace elegida por el santo Storsh (2018) - Tony
- Cracked (2018) - Dr. Max Nolan / Escritor / Productor ejecutivo
- Grandes preguntas, enormes respuestas con Jon Dore (2018) - Él mismo